# Ещё одна зубочистка
«Ещё одна зубочистка» (англ. «Another Toothpick») — тридцать первый эпизод телесериала канала HBO «Клан Сопрано» и пятый в третьем сезоне шоу. Сценарий написал Теренс Уинтер, режиссёром стал Джек Бендер, а премьера состоялась 25 марта 2001 года.

## В ролях
- Джеймс Гандольфини — Тони Сопрано
- Лоррейн Бракко — д-р Дженнифер Мелфи
- Эди Фалко — Кармела Сопрано
- Майкл Империоли — Кристофер Молтисанти
- Доминик Кьянезе — Коррадо Сопрано-мл.
- Стивен Ван Зандт — Сильвио Данте *
- Тони Сирико — Поли Галтьери
- Роберт Айлер — Энтони Сопрано-мл.
- Джейми-Линн Сиглер — Медоу Сопрано
- Дреа де Маттео — Адриана Ля Сёрва
- Аида Туртурро — Дженис Сопрано
- Джон Вентимилья — Арти Букко
- Стивен Р. Ширрипа — Бобби Баккалиери
- Роберт Фунаро — Юджин Понтекорво
- Кэтрин Нардуччи — Шармейн Букко
- Джо Пантолиано — Ральф Сифаретто

* = указан только

### Приглашённые звёзды
- Том Элдридж — Хью Де Анджелис
- Джейсон Чербоне — Джеки Април-мл.
- Винс Куратола — Джонни Сэк
- Чарльз С. Даттон — офицер Леон Уилмор
- Джон Фиори — Джиджи Честоне
- Джозеф Р. Ганнасколи — Вито Спатафоре
- Фрэнк Пеллегрино — шеф бюро Фрэнк Кубитосо
- Питер Ригерт — Рональд Зеллман
- Пол Шульц — отец Фил Интинтола
- Мэтт Сервитто — агент Харрис
- Сюзанн Шеперд — Мэри Де Анджелис
- Брайан Тарантина — Мустанг Салли
- Ванесса Ферлито — Тина Франческо
- Берт Янг — Бобби Баккалиери-ст.

## Сюжет

### Сеанс терапии
Во время первого сеанса терапии Тони остаётся тихим пока Кармела задаёт Мелфи вопросы. Кармела спрашивает доктора, стала ли она чувствовать себя лучше после её «аварии», на что девушка отвечает, что всё уже лучше. Затем Мелфи спрашивает, говорил ли Тони о «первопричинах». Кармела имеет тенденцию забывать, что заставило её напомнить ей о капиколе из Satriale’s. Героиня спрашивает доктора Мелфи, почему терапия не помогла Тони, так как его периодические обмороки все же происходили. Далее Кармела начинает подозревать, что на сеанс её привели, чтобы сделать её виноватой в проблемах с психикой Тони, а потом и вовсе начинает орать на него из-за его неверности и вины за то, что она говорит, являются более вероятными причинами его приступов. Мелфи говорит, что она в них обоих замечает гнев. Тони остается расстроенной и подавленной.

### Тони и коп
После Тони отвозит слезливую Кармелу домой. Тони в ярости превышает скорость, и его останавливает полицейский по имени Леон Уилмор, который просит у Тони права и техпаспорт и выключить двигатель. После попытки одержать над ним верх и как бы невзначай предлагая взятку в ответ, также насмешливо спрашивая, что произойдёт, если он проигнорирует приказы, Тони, наконец, выключает двигатель после того, как офицер Уилмор угрожающе вызывает подкрепление по рации. Вызов отменён, когда Тони нехотя сдаётся. Офицер Уилмор выписывает Тони квитанцию.
Тони затем связывается со своим государственным связным, коррумпированным депутатом Рональдом Зеллманом по поводу квитанции. Зеллман говорит, что он изучит ситуацию и уладит всё. Несколько дней спустя, когда Тони идёт на покупку трубы водопровода в Fountains of Wayne, он видит офицера Уилмора, продающего гончарные изделия. Тони саркастически злит и оскорбляет Уилмора, который затем говорит Тони, что его перевели в эту лавку и что он больше не подлежит сверхурочной работе, благодаря Тони и его «другу-депутату», и что он пошёл на работу в гончарную лавку, чтобы сводить концы с концами. Тони отрицает свою причастность к данной ситуации. Чувствуя вину, Тони позже звонит Зеллману, который сообщает Тони, что офицер Уилмор был переведён, потому что он был подстрекателем и его не любили остальные копы. Зеллман затем говорил, что Уилмор боролся с депрессией или другим психическим заболеванием. Несмотря на это, Тони спрашивает, сможет ли Уилмор вернуть себе работу.
Медоу открыто осуждает Тони за то, что он лицемерен в своём отношении к чёрным, когда Тони высмеивает её, узнав, что велосипед Медоу был украден чёрным человеком; она говорит, что чёрные чаще совершают преступления из-за бедности. Именно после этого эпизода, при встрече с Зеллманом, Тони снова передумывает и говорит Зеллману забыть о его просьбе, поскольку он думает, что Уилмор получил по заслугам.
В садовой лавке Тони предлагает Уилмору взятку, чтобы его дорогостоящий товар прибыл в целости и сохранности. Уилмор смотрит на него и уходит.

### Джуниор и Бобби Бакала-ст.
Между тем, после посещения похорон дяди Кармелы, Фебби, Тони встречается с Бобби Баккалиери и его отцом, Бобби-старшим. Тони узнаёт, что у Бобби-старшего рак лёгких в результате привычки курения всю жизнь. Когда брат Вито Спатафоре, Брайан, отправлен в больницу после того, как его избил ревнивый Мустанг Сэлли, Бобби-ст. соглашается убить его, так как он является крёстным отцом Сэлли и может безопасно приблизиться к нему. Бобби боится этого из-за его плохого здоровья (он хрипит и кашляет кровью при малейшей физической нагрузке) и просит Джуниора убедить Тони отправить кого-нибудь ещё, даже сам добровольно просит задание. Джуниор пытается заставить Тони передумать, сперва поговорив с ним лично, а затем через Джонни Сэка, но Тони отказывается отступать. Бобби-ст. фаталистичен по поводу своего рака и хочет совершить убийство, что опустошает его сына.
Бобби-ст. направляется на Статен-Айленд, где Мустанг Сэлли — опасаясь смертельного возмездия Тони — отсаживался со своим другом Карлосом. Разоружив сдерживаемую тревожность Сэлли, уверяя его: «Не волнуйся, я тебя отмазал», затем посылая его на кухню за стаканом воды, Бобби-ст. подкрадывается сзади и стреляет ему в ухо, будучи отвлечённым Карлосом. Хотя он и ранен, Салли вступает в напряжённую борьбу. Едва дыша, Бобби-старшему удаётся снова застрелить Салли, на этот раз чисто в голову. Он затем насмерть стреляет в Карлоса. Он берёт сигареты Салли и закуривает их, покидая место на своём Chevrolet Lumina. В приступах кашля во время вождения он ищет свой запачканный кровью ингалятор и он, кажется, теряет сознание, теряет управление автомобилем и врезается в знаковый столб, убивая себя. Сцена сопровождается радио в разрушенной машине, всё ещё играющее «Sister Golden Hair» America, когда безжизненное тело Бобби лежит на руле.
Бобби Бакала чрезвычайно расстроен, что заставляет Джуниора сначала спросить, как именно он умер, от рака или автокатастрофы, что побуждает Бобби ответить: «При всём уважении, Джуниор, какое тебе дело до подробностей?» Коррадо затем обрушивает свою ярость, разбивая светильник и рамы для картин. Джуниор говорит Тони в офисе доктора Шрека, что у него рак желудка. Он просит Тони никому об этом не говорить. Тони, однако, немедленно говорит об этом Дженис, и они оба встречаются в доме Ливии, чтобы выпить вина и обсудить смерти в их семье.
Выявлено, что Джуниор придерживается суеверного убеждения, что «Бог любит троицу», касающегося последних двух смертей, связанных с раком (Джеки Април и Фебби). Мол, он считает, что смерть Бобби-старшего была от рака, то это помешает ему быть третьим в очереди, чтобы умереть от болезни. Поэтому он расстроился от незнания, умер ли Бобби-ст. от автокатастрофы или рака.
Когда Бобби приходит за Джуниором, чтобы забрать его на поминки его отца, он обнаруживает, что Джуниор не подготовлен и отвлечён телевизором. Джуниор признаётся, что у него рак, и делает вид, что слишком болен, чтобы идти. Бобби в шоке и уходит без него.

### Неудача ФБР
Во время ссоры в доме Сопрано между Тони и Медоу по поводу расизма Тони Медоу подбирает лампу с жучком ФБР и берёт её с собой в общежитие Колумбийского университета, чтобы сделать лабораторную по биологию, что включает изучение возбудителей под микроскопом. Свет помогает ей видеть лучше, чтобы завершить лабораторную работу. С перемещением лампы в далёкое место от необходимого, техники под прикрытием объявляют жучка «нейтрализованным».

### Ральф и Джиджи
Начинает становиться очевидным за ужином, вместе с Джонни Сэком, Поли Галтьери и Тони, что у Ральфи Сифаретто ряд существенных обид по поводу повышения Джиджи до капо команды Априла, видя, как Ральф был главным добытчиком в команде, и Джиджи не совсем думал становиться капо. Ральф затем высмеивает идею Джиджи отправить Бобби-старшего за смертельным возмездием над Мустангом Салли и комментирует, что Тони должен был позволить ему это сделать, так как «он этого парня по суставам на куски разберёт… а он даже сознание не потеряет.» Тони злобно напоминает всем за столом, что Джиджи отдаёт приказы в команде.

### Арти и Адриана
Арти Букко расстроен, когда он узнаёт, что Адриана Ля Сёрва покидает свой пост хозяйки в Nuovo Vesuvio, когда теперь Кристофер Молтисанти закрепился в мафии и зарабатывает больше денег. После нескольких часов в ресторане пьяный Арти оскорбляет Кристофера на глазах у Тони, что почти приводит к насилию, прежде чем вмешивается Тони. После того, как Крис уходит, Арти говорит Тони, что он влюблён в Адриану, но Тони говорит ему протрезветь и никогда не произносить эти слова снова. На следующий день Тони предлагает, чтобы он и Арти занялись совместным бизнесом, продавая итальянские продукты питания, под брендом Satriale’s. Шармейн отрицает эту идею, будучи против ведения бизнеса с мафиози, полагая, что Тони только хочет использовать другой бизнес как прикрытие. Во время ссоры в ресторане Шармейн угрожает Арти, и Арти насмехается, вызывая её на блеф, спрашивая её, разведётся ли она с ним. Озлобленная этим, Шармейн говорит ему, что браку конец, что он не должен ожидать опеки над детьми. Арти, нося серёжку, позже устраивает неловкий ужин с Адрианой. Хотя она приходит на ужин, не сказав об этом Кристоферу — якобы потому, что это «прощальный» ужин — она вскоре понимает, что Арти романтически заинтересован в ней, после того, как он неоднократно пытается держать её за руку, и предполагает, что она ещё не готова для брака.

## Умерли
- Фебби Виола: умер от рака; дядя Кармелы
- Мустанг Салли: застрелен Бобби Баккалиери-старшим по приказу Тони Сопрано и Джиджи Честоне
- Карлос: друг Мустанга Салли; застрелен, так как стал свидетелем его убийства
- Бобби Баккалиери-ст.: разбился в автокатастрофе из-за его кашля, вызванного раком лёгких

## Название
- Дженис заявляет, что Ливия часто описывала умирающего человека как «ещё одну зубочистку».

## Культурные отсылки
- Когда Бобби-ст. навещает Мустанга Салли и Карлоса, перед их смертью, двое смотрели ток-шоу Салли Джесси Рафаэль по телевизору.
- Признавшись в своей любви к Адриане Тони, Арти полагает, что у него было бы больше шансов с ней, если бы он не был лысым. Тони заявляет, что у более старшего, женатого Арти не было шансов с этой девушкой, даже если бы у него были волосы, как у Кейси Кейсема.
- В сцене, где Джуниор говорит Бобби, что у него рак, фильм, идущий по телевизору — «Дьявол в 4 часа» с Фрэнком Синатрой.

## Производство
Этот эпизод стал первым, где главные леди шоу, Лоррейн Бракко и Эди Фалко в ролях доктора Мелфи и Кармелы Сопрано, говорили друг другу напрямую. Их два предыдущих разговора были совершены по телефону, и они мельком увидели друг друга только в первом сезоне, когда Кармела отвозила Тони на сеанс к доктору Мелфи.

## Музыка
- Песня, играющая во время финальных титрах — «Shuck Dub» Р. Л. Бёрнсайда.
- Медоу Сопрано поёт песню «Breathless» The Corrs, которую она слушает в наушниках.
- Песня, играющая, когда Арти Букко и Адриана ужинают — «Concierto de Aranjues» Хоакина Родриго.